# Jean Strubbe
Joannes "Jean" Baptiste Carolus Jozef Strubbe (ur. 29 grudnia 1887 w Brugii – zm. 13 grudnia 1936 w Sint-Andries) – belgijski piłkarz grający na pozycji obrońca. Był reprezentantem Belgii.

## Kariera klubowa
Swoją karierę piłkarską Strubbe rozpoczął w klubie CS Brugeois. Swój debiut w nim w pierwszej lidze belgijskiej zaliczył w sezonie 1904/1905 i grał w nim do końca sezonu 1905/1906. W 1906 przeszedł do FC Brugeois, w którym występował do 1914 roku. Z FC Brugeois wywalczył dwa wicemistrzostwa Belgii w sezonach 1909/1910 i 1910/1911.

## Kariera reprezentacyjna
W reprezentacji Belgii Strubbe zadebiutował 2 kwietnia 1911 w przegranym 1:3 meczu Rotterdamsch Nieuwsblad Beker z Holandią, rozegranym w Dordrechcie. Był to jego jedyny mecz w kadrze narodowej.